# Nobuki Hara
Nobuki Hara (原 信生 Hara Nobuki?), född 6 september 1979 i Kagoshima prefektur, är en japansk före detta fotbollsspelare.
Hara började sin karriär 1998 i Cerezo Osaka. Han spelade 41 ligamatcher för klubben. 2004 flyttade han till Yokohama F. Marinos. Med Yokohama F. Marinos vann han japanska ligan 2004. Efter Yokohama F. Marinos spelade han för Vissel Kobe och SC Tottori. Han avslutade karriären 2006.